# Beşpınar, Beşiri
Beşpınar là một xã thuộc huyện Beşiri, tỉnh Batman, Thổ Nhĩ Kỳ. Dân số thời điểm năm 2011 là 1.512 người.